# Den engelske Skole (Nysted)
Den engelske Skole i Nysted, var en fortsættelse af en tidligere institution i Sakskøbing. En engelsk dame, Adah Mary Winifred Verey (født 9. marts 1862) havde i slutningen af 1917 oprettet en kostskole efter engelsk tradition for unge piger af det bedre selskab. Lensgreve Frederik Raben-Levetzau og hans amerikansk fødte kone Susanne Nina, født Moulton, fattede interesse for skolen og foranledigede at den flyttede til Nysted. 
D. 25. april 1919 genåbnede skolen i det året før nedlagte sygehus med 27 Elever og i løbet af sommeren 1919 blev der bygget en ny bygning nogle 100 m længere mod syd lige ud til Nysted Nor. Det oplyses, at skolen ud over greveparret på Ålholm også talte en generalkonsul Holm og etatsraad Glückstadt blandt sine støtter og måske bestyrelsesmedlemmer. Etatsråd Glückstadt er sandsynligvis identisk med Landmandsbankens direktør, der i 1923 blev fængslet og tiltalt for bedrageri, urigtig bogføring og overtrædelse af bogføringsloven i forbindelse med Landmandsbankens krak i begyndelsen af 1920’erne. Han døde samme år, inden hans sag var prøvet.

## Skolens korte liv
Af Folketællingslisterne fra 1921 kan ses, at der gik 28 elever på skolen. Eleverne var fra Danmark, Sverige, Norge, England og sågar fra USA. På skolen var der desuden 4 "Tydende". 
I det tilhørende anneks – kaldet "The Cottage" – boede miss Verey, en lærerinde samt 7 elever. De tre af dem var fra Danmark og resten fra Norge. 
Der er desværre ikke mange videre oplysninger om Den engelske Skole, men det forlyder, at tilgangen af elever svigtede og økonomien haltede, og det kan konstateres at skolen lukkede i september 1922

### Skolens formål
| Citat                                               | Denne Skole, som nu er omkring 18 Maaneder gammel, blev startet i Sakskøbing af Miss Verey, hvis Navn som engelsk Foredragsholderske er velkendt i Skandinavien. Denne Dame, som i mange Aar har været Bestyrerinde for en stor Pigeskole i London, fattede den Plan, at den mest praktiske Maade at gøre de unge Piger bekendte med det moderne engelske Konversations-sprog vilde være at aabne en Skole med praktisk saavel som theoretisk Arbejde; hele Undervisningen skulde foregaa paa Engelsk. Dette gjorde Miss Verey med det Resultat, at Antallet af Elever snart overskred den bestemte Plads og Bygning blev nødvendige. Skolen er ideelt beliggende ved Nysted Fjord, havende Udsigt til den ene Side til Parken og det historiske, gamle Slot, Aalholm (Familien Raben-Levetzau's Gods) og til den anden Side Østersøen. To Minutters Gang fra Skolen er Badehuset, og Fordelen ved at være saa nær ved Havet og kunde tage en Svømmetur uden Udmattelsen efter en varm, trættende Spadseretur, behøver næppe at beskrives nøjere. En udmærket Tennisbane paa Skolens grund var en af de Ting, som Grevinde Raben-Levetzau først sørgede for. For de unge Pigers fysiske saavel som aandelige Vel er der blevet sørget godt for. Skolen er særlig indrettet for Døtre fra velstillede Hjem og er bygget til at rumme 30-36 Elever. Ingen Elever under 15 Aar modtages paa Skolen og ingen i kortere Tid end 3 Mdr. Honoraret, som skal betales forud, er 300 Kr. pr. Md., dette indbefatter ikke Musik og andre Sprog. Skolen ledes efter engelske Skikke, hele Tonen og Atmosfæren er Engelsk og Engelsk bliver talt hele Dagen. De unge Piger faar et Indblik i det daglige Liv i England, lærer hvorledes de skal udtrykke sig i moderne Engelsk, som ikke er muligt at lære ved at tage et privat Kursus. Skemaet ombefatter: Engelsk Konversation og Korrespondance - En Husmoders Pligter som Leder af Huset og som Værtinde - Madlavning, Husgerning - Vask og Strygning - Behandling af Tjenestefolk - Skrædersyning, Tilklipning, Linnedsyning - Spinding, Vævning (i Vinterterminen) - Sygepleje i Hjemmet - Svensk Gymnastik. | Citat |
| Fra ugebladet Vore Damer (nr. 15 fra 17. juli 1919) | |       |

## Bygningens videre skæbne
I marts 1925 blev bygningen solgt til frøken Kathrine Jespersen, som indrettede bygningen til husholdningsskole. I februar 1942 købte Nysted Kommune husholdningsskolen og udlejede den til staten. Den var så frem til 1. april 1947 brugt som kaserne for Civil Beskyttelse Udrykningskolonnen (CBU for Lolland-Falster. Der blev bygget garager til brandbiler, ambulancer, kranvogne og diverse værkstedsvogne. Kaserne rummede 50 menige samt nogle overordnede. Kolonnen skulle rykke ud overalt på Lolland-Falster som nødhjælp i tilfælde af luftangreb m.m..

### Efter krigen
I 1947/48 forsøgte en landbrugskonsulent Vendeltoft uden held at oprette en landbrugsskole i bygningen. I stedet blev den igen frem til 1. november 1953 udlejet til staten, der oprettede en skole for U.K.B. (Unge kvinders Beredskab), en slags kvindeligt civilforsvar.
1. Maj 1955 åbnedes på stedet en lejrskole for fysisk og psykisk invaliderede børn fra mange nationer. Lederen en tidligere underofficer, Stig Guldberg, der selv ved en sprængningsulykke havde mistet begge hænder, men som havde trænet sig op til at kunne udføre meget arbejde med sine armstumper. Meningen med skolen var, at træne børnene op til at blive nyttige samfundsmedlemmer. Skolen flyttede dog efter nogle år til andre bygninger i Kramnitze vest for Rødbyhavn.
I sommeren 1960 blev der så af ”Direktoratet for Børne- og Ungdomsforsorg”, oprettet et skolehjem for unge piger, en institution, der også kun holdt i få år.
På et tidspunkt efter 1970 overtog det nyoprettede Storstrøms Amt bygningen og brugte den som feriecenter. Der var omkring 1990 planer om at indrette et kredsløbssanatorium på stedet, men det blev ikke til noget. Derefter stod bygningen ubrugt hen til midt i 1990’erne, da den blev købt af Ålholms nye ejer, Stig Husted-Andersen.